# Eunicella verrucosa
Gorgone verruqueuse
Espèce
Statut de conservation UICN

 VU A1d : Vulnérable
La gorgone verruqueuse (Eunicella verrucosa ) est une espèce de cnidaires anthozoaires de la famille des Gorgoniidae.